# غونزاليس
غونزاليس (بالإنجليزية: Gonzales, Texas)‏ هي مدينة تقع بولاية تكساس في شمال شرق الولايات المتحدة. تبلغ مساحة هذه المدينة 13.2 (كم²)، وترتفع عن سطح البحر 87 م، بلغ عدد سكانها 7202 نسمة في عام 2000 حسب إحصاء مكتب تعداد الولايات المتحدة وتصل الكثافة السكانية فيها 545.5 نسمة/كم2.

## التركيبة السكانية
حدّد مكتب تعداد الولايات المتحدة بيانات التركيبة السكانية لغونزاليس في تعداد الولايات المتحدة. في ما يلي، التركيبة السكانية حسب تعدادي 2000 و2010.

### تعداد عام 2000
بلغ عدد سكان غونزاليس 7,202 نسمة بحسب تعداد عام 2000، وبلغ عدد الأسر 2,571 أسرة وعدد العائلات 1,764 عائلة مقيمة في المدينة. في حين سجلت الكثافة السكانية 457.3 نسمة لكل كيلومتر مربع (1,184.4/ميل2). وبلغ عدد الوحدات السكنية 2,869 وحدة بمتوسط كثافة قدره 182.2 لكل كيلومتر مربع (471.9/ميل2).
وتوزع التركيب العرقي للمدينة بنسبة 62.95% من البيض و12.40% من الأمريكيين الأفارقة و0.74% من الأمريكيين الأصليين و0.50% من الأمريكيين ذوي الأصول الآسيوية و0.10% من سكان جزر المحيط الهادئ و21.15% من الأعراق الأخرى و2.17% من عرقين مختلطين أو أكثر و46.13% من الهسبانيون أو اللاتينيون من أي عرق.
بلغ عدد الأسر 2,571 أسرة كانت نسبة 41.3% منها لديها أطفال تحت سن الثامنة عشر تعيش معهم، وبلغت نسبة الأزواج القاطنين مع بعضهم البعض 47% من أصل المجموع الكلي للأسر، ونسبة 15.7% من الأسر كان لديها معيلات من الإناث دون وجود شريك،  بينما كانت نسبة 5.9% من الأسر لديها معيلون من الذكور دون وجود شريكة وكانت نسبة 31.4% من غير العائلات. تألفت نسبة 28.2% من أصل جميع الأسر من عدة أفراد يعيشون في نفس المنزل ونسبة 16.5% كانت تتألف من شخص يعيش بمفرده يبلغ من العمر 65 عاماً أو أكثر. وبلغ متوسط حجم الأسرة المعيشية 2.73، أما متوسط حجم العائلات فبلغ 3.35.
بلغ العمر الوسطي للسكان 33.9 عاماً. وكانت نسبة 29.7% من القاطنين تحت سن الثامنة عشر، وكانت نسبة 9.6% بين الثامنة عشر والرابعة والعشرين عاماً، ونسبة 24.7% كانت واقعةً في الفئة العمرية ما بين الخامسة والعشرين والرابعة والأربعين عاماً، ونسبة 18.6% كانت ما بين الخامسة والأربعين والرابعة والستين، ونسبة 14.9% كانت ضمن فئة الخامسة والستين عاماً فما فوق. يوجد لكل 100 أنثى 93.3 ذكر، ويوجد لكل 100 أنثى في الثامنة عشر من عمرها فما فوق 89.0 ذكر.
بلغ متوسط دخل الأسرة في المدينة 27,226 دولارًا، أما متوسط دخل العائلة فبلغ 34,663 دولارًا. وكان متوسط دخل الذكور 22,804 دولارًا مقابل 18,217 دولارًا للإناث. وسجل دخل الفرد الخاص بالمدينة 12,866 دولارًا. وكانت نسبة 14.8% من العائلات ونسبة 20.9% من السكان تحت خط الفقر، وكان من هؤلاء نسبة 26.1% تحت سن الثامنة عشر ونسبة 23% في الخامسة والستين من العمر وما فوق.

### تعداد عام 2010
بلغ عدد سكان غونزاليس 7,237 نسمة بحسب تعداد عام 2010، وبلغ عدد الأسر 2,503 أسرة وعدد العائلات 1,720 عائلة مقيمة في المدينة. في حين سجلت الكثافة السكانية 459.5 نسمة لكل كيلومتر مربع (1,190.1/ميل2). وبلغ عدد الوحدات السكنية 2,814 وحدة بمتوسط كثافة قدره 178.7 لكل كيلومتر مربع (462.8/ميل2).
وتوزع التركيب العرقي للمدينة بنسبة 62.59% من البيض و12.59% من الأمريكيين الأفارقة و1.33% من الأمريكيين الأصليين و0.73% من الأمريكيين ذوي الأصول الآسيوية و0.01% من سكان جزر المحيط الهادئ و20.20% من الأعراق الأخرى و2.54% من عرقين مختلطين أو أكثر و53.07% من الهسبانيون أو اللاتينيون من أي عرق.
بلغ عدد الأسر 2,503 أسرة كانت نسبة 39.8% منها لديها أطفال تحت سن الثامنة عشر تعيش معهم، وبلغت نسبة الأزواج القاطنين مع بعضهم البعض 43.1% من أصل المجموع الكلي للأسر، ونسبة 18.3% من الأسر كان لديها معيلات من الإناث دون وجود شريك،  بينما كانت نسبة 7.3% من الأسر لديها معيلون من الذكور دون وجود شريكة وكانت نسبة 31.3% من غير العائلات. تألفت نسبة 27.8% من أصل جميع الأسر من عدة أفراد يعيشون في نفس المنزل ونسبة 12.1% كانت تتألف من شخص يعيش بمفرده يبلغ من العمر 65 عاماً أو أكثر. وبلغ متوسط حجم الأسرة المعيشية 2.80، أما متوسط حجم العائلات فبلغ 3.41.
بلغ العمر الوسطي للسكان 34.7 عاماً. وكانت نسبة 28.5% من القاطنين تحت سن الثامنة عشر، وكانت نسبة 9.2% بين الثامنة عشر والرابعة والعشرين عاماً، ونسبة 24.4% كانت واقعةً في الفئة العمرية ما بين الخامسة والعشرين والرابعة والأربعين عاماً، ونسبة 23% كانت ما بين الخامسة والأربعين والرابعة والستين، ونسبة 15% كانت ضمن فئة الخامسة والستين عاماً فما فوق. وتوزع التركيب الجنسي للسكان بنسبة 48.9% ذكور و51.1% إناث.

## أعلام
- بيغ والتر برايس
- إدوارد كيلي
- جورج فارمر بورغس
- جيري هول
- روني فلويد

## وصلات خارجية
- http://www.cityofgonzales.org/
- The US50 - Cities and Towns in Texas State